# Hoplomyzon
Hoplomyzon es un género de peces actinopeterigios de agua dulce, distribuidos por ríos de América del Sur.

## Especies
Existen tres especies reconocidas en este género:
- Hoplomyzon atrizona Myers, 1942
- Hoplomyzon papillatus Stewart, 1985
- Hoplomyzon sexpapilostoma Taphorn y Marrero, 1990